# 30036 Eshamaiti
30036 Eshamaiti è un asteroide della fascia principale. Scoperto nel 2000, presenta un'orbita caratterizzata da un semiasse maggiore pari a 2,4218552 UA e da un'eccentricità di 0,1577319, inclinata di 1,84515° rispetto all'eclittica.